# エクウス
『エクウス』（Equus）は、ピーター・シェーファーによる戯曲。"Equus"とは馬の学名で、6頭の馬の目を潰した10歳代後半の少年アランと、精神科医ダイサートの対話を軸にストーリーが展開される。
イギリスで1973年に初演され、日本では1975年に劇団四季によって上演される。

## 上演
- 1973年、ロンドンのロイヤル・ナショナル・シアター（Royal National Theatre）にて初演。
- 1975年、ブロードウェイでトム・ハルス、アンソニー・パーキンス主演で上演され、トニー賞を受賞。
- 1975年、劇団四季により日本語版が上演。
- 1990年、劇団四季により再演。市村正親、日下武史主演。
- 2005年、ロサンゼルスで上演。ジョージ・タケイがダイサートを演じた。
- 2007年2月、ロンドンのウエスト・エンドのギールグッド劇場（Gielgud Theatre）にて、ダニエル・ラドクリフ主演で上演。
- 2007年7月、劇団四季により再演。

## 劇団四季公演

### スタッフ
- 演出 … 浅利慶太
- 訳 … 倉橋健
- 装置 … 藤本久徳
- 衣装・マスクデザイン … 金森馨
- 照明 … 沢田祐二
- 音楽 … 深町純

### 主要キャスト
- ダイサート … 日下武史
- アラン … 市村正親、加藤敬二、望月龍平、藤原大輔、栗原英雄、横井漱
- ジル … 菅本烈子、佐和由梨、鈴木智絵、井田安寿、石倉康子、松山育恵

### 上演記録
- 1990年9月4日 - 9月24日 - 近鉄劇場（大阪初演）
- 1990年10月5日 - 10月30日 - パルコ劇場（東京初演）

## 映画化
1977年、シドニー・ルメット監督で映画化された。上映時間138分。

### スタッフ
- 監督：シドニー・ルメット
- 製作：エリオット・カストナー、レスター・パースキー
- 原作・脚本：ピーター・シェーファー
- 撮影：オズワルド・モリス
- 音楽：リチャード・ロドニー・ベネット

### キャスト
- マーティン・ダイサート：リチャード・バートン
- アラン・ストラング：ピーター・ファース
- ヘスター：アイリーン・アトキンス
- ドーラ・ストラング：ジョーン・プロウライト
- フランク・ストラング：コリン・ブレイクリー
- ジル：ジェニー・アガター
- マーガレット：ケイト・リード
- ハリー：ハリー・アンドリュース

### 評価
- 第35回ゴールデングローブ賞
  - 主演男優賞 (ドラマ部門)受賞（リチャード・バートン）
  - 助演男優賞受賞（ピーター・ファース）
- 英国アカデミー賞
  - 助演女優賞受賞（ジェニー・アガター）